# Bromus benekenii
Il forasacco di Beneken (Bromus benekenii (Lange) Trimen, 1872 è una specie di pianta spermatofita monocotiledone appartenente alla famiglia delle Poacee (o Gramineae, nom. cons.), sottofamiglia Pooideae.

## Etimologia
Il nome generico (bromus) deriva dalla lingua greca ed è un nome antico per l'avena. L'epiteto specifico (benekenii) è stato dato in ricordo del farmacista germanico e florista F. Beneken (1800 - 1859).
Il nome scientifico della specie è stato definito dai botanici Johan Martin Christian Lange (Ødstedgaard, 20 marzo 1818 – Copenaghen, 3 aprile 1898), botanico e micologo danese e Henry Trimen (Paddington, 26 ottobre 1843 – Kandy, 16 ottobre 1896), botanico inglese, nella pubblicazione "Journal of Botany, British and Foreign. London" (J. Bot. 10: 333. 1872)  del 1872.

## Descrizione

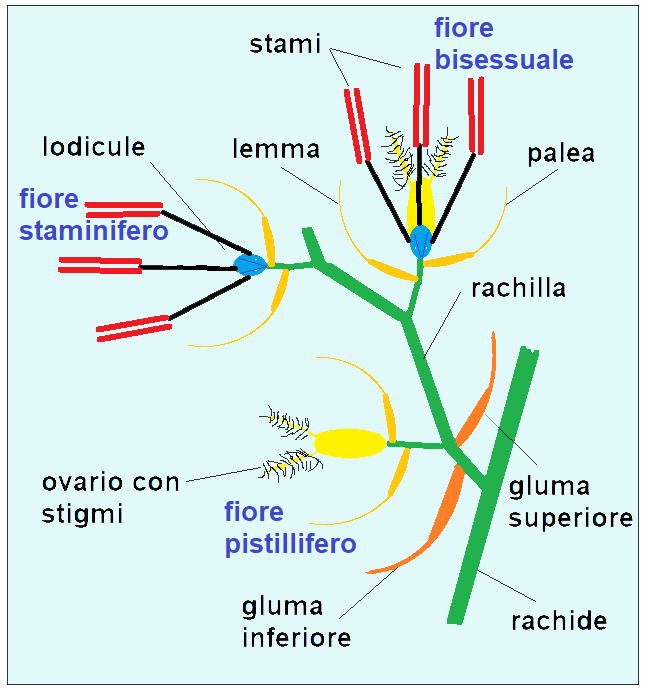
Spighetta generica con tre fiori diversi

Queste piante arrivano ad una altezza di 6 - 15 dm. La forma biologica è emicriptofita scaposa (H scap), ossia in generale sono piante erbacee, a ciclo biologico perenne, con gemme svernanti al livello del suolo e protette dalla lettiera o dalla neve e sono dotate di un asse fiorale eretto e spesso privo di foglie.

### Radici
Le radici sono per lo più fascicolate; a volte sono secondarie da rizoma.

### Fusto
La parte aerea della pianta è densamente cespugliosa con stoloni orizzontali. I culmi sono cavi a sezione più o meno rotonda, ginocchiato-ascendenti e robusti; all'apice sono incurvati. La superficie è finemente pubescente o scabrosa.

### Foglie
Le foglie lungo il culmo sono disposte in modo alterno, sono distiche e si originano dai vari nodi. Sono composte da una guaina, una ligula e una lamina. Le venature sono parallelinervie. Non sono presenti i pseudopiccioli e, nell'epidermide delle foglia, le papille.
- Guaina: la guaina è abbracciante il fusto e priva di auricole (o raramente auricolata); è densamente villosa per peli incurvati verso il basso (lunghezza dei peli 0,1 - 0,4 mm).
- Ligula: la ligula è membranosa e a volte cigliata; gli apici sono acuti. Lunghezza della ligula: 1,5 mm.
- Lamina: la lamina ha delle forme generalmente lineari e piatte; i margini sono densamente pelosi. Dimensioni della lamina nelle foglie inferiori: larghezza 8 – 13 mm; lunghezza 3 dm.

### Infiorescenza
Infiorescenza principale (sinfiorescenza o semplicemente spiga): le infiorescenze, terminali e ramificate, sono formate da alcune spighette (1 - 4) ed hanno la forma di una pannocchia ampia e unilaterale; è annuente all'apice. I rami sono incurvati; gli inferiori sono riuniti a 2 - 4 e possono essere brevi. La fillotassi dell'inflorescenza inizialmente è a due livelli, anche se le successive ramificazioni la fa apparire a spirale. Dimensione dell'infiorescenza: 10 – 25 cm.

### Spighetta
Infiorescenza secondaria (o spighetta): le spighette, con forme lanceolato-acuminate e compresse lateralmente, sottese da due brattee distiche e strettamente sovrapposte chiamate glume (inferiore e superiore), sono formate da 3 a 5 fiori. Possono essere presenti dei fiori sterili; in questo caso sono in posizione distale rispetto a quelli fertili. Alla base di ogni fiore sono presenti due brattee: la palea e il lemma. La disarticolazione avviene con la rottura della rachilla tra i fiori o sopra le glume. Lunghezza delle spighette compresa le reste: 25 – 30 mm.
- Glume: le glume, scabrose e con forme lanceolato-lineari, sono poco disuguali. Le venature sono da 1 a 3. Lunghezza delle glume: 8 –10 mm.
- Palea: la palea è un profillo con alcune venature; può essere cigliata (le brattee basali non sono ciliate); è più corta del lemma.
- Lemma: il lemma, strettamente lanceolato, pubescente sul dorso e villoso in genere, ha una resta apicale. Lunghezza del lemma: 10 – 12 mm. Lunghezza della resta: 6 – 7 mm.

### Fiori
I fiori fertili sono attinomorfi formati da 3 verticilli: perianzio ridotto, androceo  e gineceo.
- Formula fiorale:[7]

*, P 2, A (1-)3(-6), G (2–3) supero, cariosside.
- Il perianzio è ridotto e formato da due lodicule, delle squame traslucide, poco visibili (forse relitto di un verticillo di 3 sepali). Le lodicule sono membranose e non vascolarizzate.
- L'androceo è composto da 3 stami ognuno con un breve filamento libero, una antera sagittata e due teche. Le antere sono basifisse con deiscenza laterale e sono lunghe 2,5 – 3 mm. Il polline è monoporato.
- Il gineceo è composto da 3-(2) carpelli connati formanti un ovario supero. L'ovario, pubescente all'apice, ha un solo loculo con un solo ovulo subapicale (o quasi basale). L'ovulo è anfitropo e semianatropo e tenuinucellato o crassinucellato. Lo stilo, che si origina dal lato abassiale dell'ovario, è breve con due stigmi papillosi e distinti.
- Fioritura: da maggio a luglio.

### Frutti
I frutti sono del tipo cariosside, ossia sono dei piccoli chicchi indeiscenti colorati di scuro, con forme ovoidali, nei quali il pericarpo è formato da una sottile parete che circonda il singolo seme. In particolare il pericarpo è fuso al seme ed è aderente. L'endocarpo non è indurito e l'ilo è lungo e lineare. L'embrione è piccolo e provvisto di epiblasto ha un solo cotiledone altamente modificato (scutello senza fessura) in posizione laterale. I margini embrionali della foglia non si sovrappongono.

## Biologia
Come gran parte delle Poaceae, le specie di questo genere si riproducono per impollinazione anemogama. Gli stigmi più o meno piumosi sono una caratteristica importante per catturare meglio il polline aereo. La dispersione dei semi avviene inizialmente a opera del vento (dispersione anemocora) e una volta giunti a terra grazie all'azione di insetti come le formiche (mirmecoria). In particolare i frutti di queste erbe possono sopravvivere al passaggio attraverso le budella dei mammiferi e possono essere trovati a germogliare nello sterco.

## Distribuzione e habitat

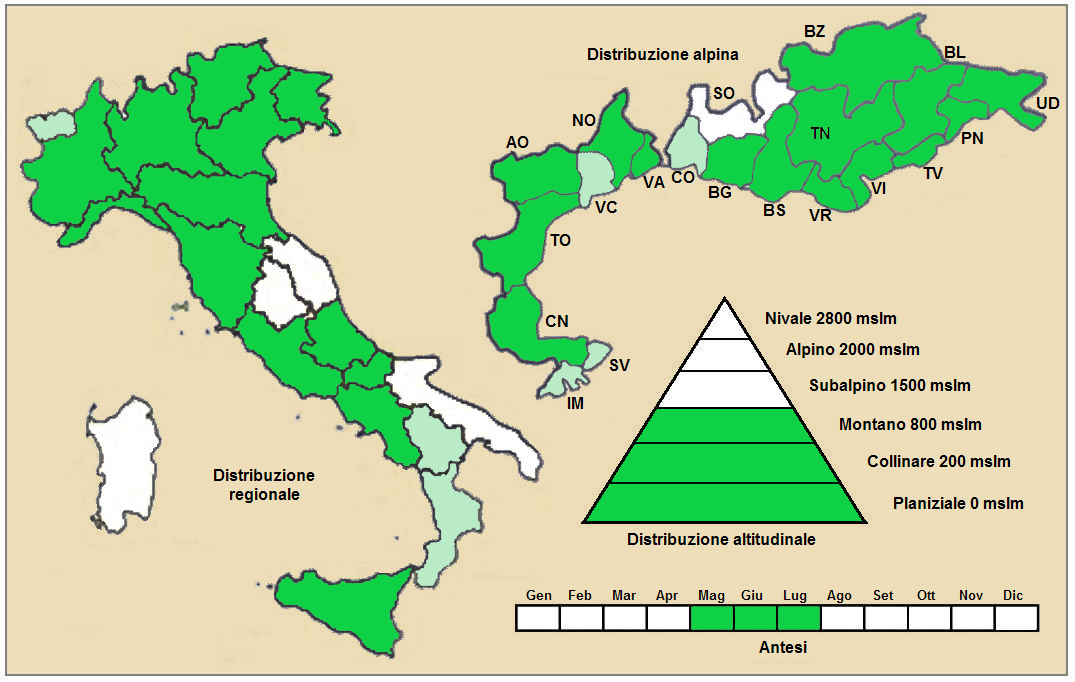
Distribuzione regionale – Distribuzione alpina

- Geoelemento: il tipo corologico (area di origine) è Paleotemperato; ma anche Europeo / Ovest Asiatico.
- Distribuzione: in Italia questa specie è rara, ma è presente ovunque. Nelle Alpi si trova sia in quelle meridionali che in quelle settentrionali. Sugli altri rilievi europei collegati alle Alpi si trova nella Foresta Nera, Vosgi, Massiccio del Giura, Massiccio Centrale, Pirenei, Monti Balcani e Carpazi.[15]  Nel resto dell'Europa e dell'areale del Mediterraneo questa specie si trova in tutto il continente europeo, in Transcaucasia, in Anatolia e nel Magreb.[16] Fuori dall'Europa si trova in Asia.[11]
- Habitat:  gli habitat preferiti per queste piante sono le radure, le boscaglie, le siepi, le faggete termofile e in generale gli ambienti umidi. Il substrato preferito è calcareo ma anche siliceo con pH neutro, medi valori nutrizionali del terreno che deve essere mediamente umido.
- Distribuzione altitudinale: sui rilievi, in Italia, queste piante si possono trovare fino a 1.500 m s.l.m.; nelle Alpi frequentano quindi i seguenti piani vegetazionali: collinare e montano (oltre a quello planiziale).

### Fitosociologia
Dal punto di vista fitosociologico alpino Bromus benekenii appartiene alla seguente comunità vegetale:
- Formazione: delle comunità forestali
  - Classe: Carpino-Fagetea
    - Ordine: Fagetalia sylvaticae

## Tassonomia
La famiglia delle Poacee comprende circa 800 generi e oltre 9.000 specie. È una delle famiglie più numerose e più importanti del gruppo delle monocotiledoni. La famiglia è suddivisa in 12 sottofamiglie, il genere Bromus fa parte della sottofamiglia Pooideae.
Il basionimo per questa specie è: Schedonorus benekenii Lange, 1871.

### Filogenesi
La tribù Bromeae fa parte della supertribù Triticodae T.D. Macfarl. & L. Watson, 1982. La supertribù Triticodae comprende tre tribù: Littledaleeae, Hordeeae e Bromeae. All'interno della supertribù, la tribù Bromeae forma un "gruppo fratello" con la tribù Hordeeae.
I Bromus della flora spontanea italiana sono suddivisi in tre gruppi distinti: Festucaria G. et G., Anisantha Koch e Bromus s.s. La specie di questa voce appartiene al gruppo Festucaria: il ciclo biologico di queste piante è perenne con un aspetto simile alle specie del genere Festuca (tribù Poeae, sottotribù Loliinae). A maturità le spighette si restringono all'apice. Le nervature delle due glume sono diverse: quella inferiore ha una sola nervatura; quella superiore è trinervia. La resta del lemma (breve o nulla) è inserita tra i due dentelli apicali del lemma stesso.
Altri studi descrivono questa specie nella sezione Bromopsis Dumort. (le spighette hanno delle forme strettamente lanceolate; i lemmi sono arrotondati o leggermente carenati con punta singola).
Il numero cromosomico della specie B. benekenii è: 2n = 28.

### Specie simili
La specie di questa voce può essere confusa con la specie Festuca gigantea Vill. (non è stolonifera). Nell'ambito dello stesso genere, la specie Bromus benekenii spesso è confusa con la specie Bromus ramosus Huds. (forasacco maggiore); si distingue per le setole patenti delle guaine e la pannocchia a forma piramidale con un unico ramo inferiore portante diverse spighette.

### Sinonimi
Questa entità ha avuto nel tempo diverse nomenclature. L'elenco seguente indica alcuni tra i sinonimi più frequenti:
- Bromopsis atlantica (H.Lindb.) Holub
- Bromopsis benekenii (Lange) Holub
- Bromopsis ramosa subsp. atlantica  (H.Lindb.) H.Scholz & Valdés
- Bromopsis ramosa subsp. benekenii  (Lange) Tzvelev
- Bromus asper var. benekenii  (Lange) Syme
- Bromus atlanticus  H.Lindb.
- Bromus benekenii var. dalmaticus  Degen & B.Lengyel
- Bromus benekenii var. villosus  Podp.
- Bromus ramosus var. algeriensis  Maire & Weiller
- Bromus ramosus subsp. benekenìi (Lange) Schinz & Thell.
- Bromus ramosus var. benekenii  (Lange) Asch. & Graebn.
- Schedonorus benekenii  Lange
- Zerna atlantica  (H.Lindb.) Holub
- Zerna benekenii  (Lange) Lindm.
- Zerna ramosa subsp. benekenii  (Lange) Tzvelev